# Diglyphus clematidis
Diglyphus clematidis is een vliesvleugelig insect uit de familie Eulophidae. De wetenschappelijke naam is voor het eerst geldig gepubliceerd in 2017 door Navone en Hansson.